# Kenji Yamamoto (compositeur né en 1958)
 (février 2016).
Si vous disposez d'ouvrages ou d'articles de référence ou si vous connaissez des sites web de qualité traitant du thème abordé ici, merci de compléter l'article en donnant les références utiles à sa vérifiabilité et en les liant à la section « Notes et références ».
Pour les articles homonymes, voir Kenji Yamamoto.
Kenji Yamamoto (山本 健司 Yamamoto Kenji) est un compositeur japonais né le 1er juillet 1958, reconnu pour avoir produit des musiques pour de nombreux animés et jeux vidéo durant les années 1980, 1990 et 2000. Parmi ses travaux les plus notables, il est notamment à l'origine des compositions musicales pour la majorité des jeux vidéo issus de la licence à succès Dragon Ball, depuis la Super Nintendo jusqu'à l'ère Playstation 3, sur des titres tels que Dragon Ball Z Budokai 3 ou encore la série des Budokai Tenkaichi. Il fait alors preuve d'un certain talent au travers de nombreuses mélodies dynamiques aux influences pop et rock, collant assez fidèlement à l'esprit des titres en question.
Lorsque la Toei Animation décide de lancer en 2009 sa série Dragon Ball Kai, c'est vers Kenji Yamamoto qu'elle se tourne afin de prendre en charge la composition des musiques. Malheureusement, un scandale finit par éclater autour des musiques du compositeur, qui est accusé de plagiat après que plusieurs de ses travaux ont été mis en cause en raison de nombreuses ressemblances avec d'autres musiques, notamment de films de cinéma. Après cette polémique, le studio d'animation a décidé de remplacer les musiques de Dragon Ball Kai par les compositions de Shunsuke Kikuchi pour Dragon Ball Z.